# 野球くん
『野球くん』（やきゅうくん）は、バンダイナムコゲームス（旧ナムコ）の野球ゲームソフト『ファミスタシリーズ』の作中で発行される架空のスポーツ新聞『ナムコスポーツ』（ナムスポ）や、同社の広報誌などに掲載されている4コマ漫画（1コマ、2コマの場合もあり）、および作品内の主人公である架空のプロ野球選手。
作者はファミスタシリーズの企画やグラフィックを担当している島本昌弘（別名：しましま、しましま〜）。基本的に、ファミスタシリーズおなじみの三頭身キャラクターをモチーフとした、野球くんの日常などをつづった作品である。

## 歴史
- 1993年3月12日発売の『スーパーファミスタ2』より、ナムコットスポーツ（ナムコスポーツ）での連載開始。開始のきっかけは、「ナムスポに漫画を載せたい」とプログラマーにお願いしたのが始まりである[1]。
- 1994年3月4日発売の『スーパーファミスタ3』で、『野球くん2』を連載。
- 1996年2月29日発売の『スーパーファミスタ5』で、『魔球くん』（まきゅうくん）と題した2コマ漫画を連載。
- 1997年 - 1999年、ゲーム雑誌『ファミ通PS』内コーナー『ナムコスポーツ』で連載。
- 1998年発売のプレイステーション用ソフト『ワールドスタジアム2』では、『やきゅうくんうらない』を掲載。
- 1999年発売のプレイステーション用ソフト『ワールドスタジアム3』では、『野球くんうらない』と、『よりぬき野球くん』が掲載されている。
- 2001年発売の同上用ソフト『ワールドスタジアム5』では、野球くんの似顔絵やイラストを掲載。

## 掲載媒体
※特記ない限り、「しましま〜」名義。
ゲームソフト
- 『ファミスタシリーズ』諸作品内

架空のスポーツ新聞『ナムコスポーツ』内に掲載（『ファミスタ64』のみ、架空のウェブページとなっており、『野球くん』については、1コマずつクロスフェードさせる形式で掲載）。無記名。
- 『プロ野球 熱スタ2007』ジャケット裏面

当時ゲームソフト販売店で配布された、ジャケットを模したチラシにもそのまま掲載された。
書籍
- スーパーファミスタ2百科

1993年4月、小学館発行。書籍コード：ISBN 4091024327。『野球くん』の原画を掲載（「しましま」名義。ナムコの著作権表示もあり）。ゲーム未収録分も掲載されたが、翌年発売された『スーパーファミスタ3』の『ナムコットスポーツ』で『野球くん2』として発表された。
- ケイブンシャの大百科534 完全版ファミスタ大百科

1993年6月16日、勁文社（ケイブンシャ）発行。雑誌コード： 63551-69。ゲーム中に掲載された作品をスクリーンショットしたものを掲載。無記名。
- ナムコ公式ガイドブック ワールドスタジアムEX

1996年8月30日、ナムコ・徳間書店インターメディア発行。徳間書店発売。書籍コード：ISBN 4198200084。特別読み切りとして、描きおろしを4本掲載。
- ナムコ公式ガイドブック ワールドスタジアム2

1998年4月29日、ナムコ発行。スポーツ新聞を模した、『ワールドスタジアム2』のゲームモード・裏技解説コーナー『日刊ナムコスポーツ』内に掲載。
雑誌
- ファミ通PS

1996年にアスキーから創刊されたゲーム雑誌。1997年2月7日号 - 1999年4月9日号まで、月1回の頻度で『ナムコスポーツ』コーナー内に連載。
- ノワーズ

旧ナムコ→バンダイナムコゲームスの広報誌。

## ナムコスターズの選手
1996年7月26日発売の『ワールドスタジアムEX』からは、ナムコスターズの選手として度々登場している（一部登場しない作品もある）。データとしては、外野手であることや右投げ右打ちであることを除くと、ほかのナムコスターズの選手と同様に変動が激しい。
2006年サービス開始のオンラインゲーム『プロ野球ファミスタオンラインシリーズ』では、先述の設定を引き継ぎ、俊足強肩好守の選手として登場。2008年以降は初心者へのプレゼントとして配布されている。肩の強さ・守備力以外は平均程度もしくはそれ以下であるが、年ごとに打力が向上している。
1998年に発行された『ナムコ公式ガイドブック ワールドスタジアム2』内で掲載された特集記事『ナムコスターズを彩ったキャラクターたち』の歴代選手名鑑で、選手の元ネタが「出身ゲーム」として紹介されているが、野球くんについては、登場作品名の「スーパーファミスタ2」ないしは「ファミスタシリーズ」ではなく、作者名の「しましま〜」が明記されている。

## 備考
『ナムコ公式ガイドブック ワールドスタジアムEX』で描きおろしが掲載された際に島本がコメントを寄せており、年に何通かは「オチがよくわかりません」というユーザーからのお便りが届いたことを明かしている。
「野球くん」という名前は、『実況パワフルプロ野球』における「パワプロくん」と同じように、ファミスタシリーズに登場するキャラクターモデルの呼称として使われる場合もある。また、2006年に『プロ野球ファミスタオンライン』の配信開始を告知した際、選手カードに使用されるキャラクターモデルについて「野球くん2006」の名を発表した。
近年ではゲームパッケージイラストのリアルな選手は「ファミスタくん」と名称され、野球くんとは差別化が図られている。
『ファミスタ64』の「君の最強チーム」モードで主人公の名前を決める際、文字を入れずに決定コマンドを入力すると、自動で「野球君」に決定される。
2000年、島本がディレクターを務めたコンピュータRPG『カムライ-神来-』の発売に当たって『ノワーズ』30号で組まれた特集記事の中に、島本が作画を担当した『カムライくん』というパロディ作品が掲載された。
2004年12月に配信開始された携帯電話用アプリ『ファミスタブロック崩し』ではプレイヤーキャラクターとして登場している。